# 磨石沟站
磨石沟站是位于内蒙古自治区鄂尔多斯市杭锦旗磨石沟村的一个铁路车站，邮政编码17424。车站建于1989年，有包兰铁路经过该站，现不办理客货运业务，车站及其上下行区间均为电气化区段。车站距离包头站292公里，隶属呼和浩特铁路局，是五等站。